# Majka dobrog savjeta
Majka dobrog savjeta (lat. Mater boni consilii) je naslov dan Blaženoj Djevici Mariji, po čudotvornoj slici koja se nalazi u augustinskoj crkvi iz 13. stoljeća u Genazzanu, blizu Rima. Ujedno je i naziv blagdana koji se u Katoličkoj Crkvi obilježava 26. travnja.
Tijekom stoljeća, pobožnost prema Gospi dobrog savjeta rasla je među svetcima i papama te se proširila po cijelom svijetu.
Dana 22. travnja 1903., Lav XIII. uključio je zaziv Mater boni consilii ('Majka dobrog savjeta') u Lauretanske litanije. Godine 1939., papa Pio XII. stavio je svoj pontifikat pod majčinsku skrb Gospe od dobrog savjeta i sastavio joj molitvu.